# Tân An, Nghệ An
Tân An là một xã thuộc tỉnh Nghệ An, Việt Nam. Xã được hình thành trên cơ sở sáp nhập các xã Hương Sơn, Nghĩa Phúc và Tân An của huyện Tân Kỳ trong đợt Sáp nhập tỉnh thành Việt Nam 2025.

## Địa lý
Xã Tân An có vị trí địa lý:
- Phía Đông giáp xã Tân Kỳ, xã Giai Xuân và xã Nghĩa Hạnh;
- Phía Nam giáp xã Tân Kỳ và xã Nghĩa Hạnh;
- Phía Tây giáp xã Nghĩa Hành và xã Tiên Đồng;
- Phía Bắc giáp xã Giai Xuân và xã Tiên Đồng.

Xã Tân An có diện tích tự nhiên 90,41 km².

## Hành chính và tên gọi
Xã Tân An được thành lập theo Nghị quyết số 1678/NQ-UBTVQH15 của Ủy ban Thường vụ Quốc hội Việt Nam, ban hành ngày 16 tháng 6 năm 2025. Theo đó, sắp xếp toàn bộ diện tích tự nhiên, quy mô dân số của các xã Hương Sơn, Nghĩa Phúc và Tân An thuộc huyện Tân Kỳ trước đây thành một xã mới có tên gọi là xã Tân An.
Trước đó, theo Đề án sắp xếp đơn vị hành chính cấp xã tỉnh Nghệ An, xã này là xã Tân Kỳ 3.
Sau sắp xếp xã có diện tích tự nhiên: 90,41 km², quy mô dân số: 22.775 người.

## Lịch sử
Xã Tân An (cũ) là một xã được thành lập từ Nông trường An Ngãi, nên phần lớn nhân dân ở đây đều là con em từ các huyện miền xuôi xung phong lên làm kinh tế mới vào những năm 70 của thế kỉ XX. Chính vì vậy mà các xóm ở đây phần lớn được đặt tên theo các huyện như Quỳnh Lưu, Nam Đàn, Nghi Lộc, Diễn Châu, Hưng Nguyên, Thanh Chương, Yên Thành, Đô Lương. Ngoài ra, sau khi thành lập xã có thêm một số xóm mới là Tân Thành, Tân Sơn, Thanh An, Thanh Phúc và Quyết Thắng. Với một địa hình khá đa dạng bao gồm đồi núi, thung lũng với nhiều ao hồ lớn nhỏ, có dòng sông con chảy qua và ôm trọn dòng Khe Sanh quanh năm xanh biếc, từ lâu Tân An(trước đây là nông trường An Ngãi) đã nổi tiếng với nhiều sản phẩm nông nghiệp như cam, mía và trong những năm gần đây cây cao su đang ngày càng khẳng định thế đứng mạnh mẽ, trở thành thế mạnh cho mảnh đất này.
Tân An có nhiều tiềm năng phát triển du lịch sinh thái, lịch sử và văn hóa. Tuy nhiên tiềm năng này chưa có điều kiện phát triển. Đây là nơi khởi nguồn và kết thúc của một con khe quanh năm nước xanh biếc. Đầu nguồn con khe là một mạch ùn, nước ùn lên từ khe đá vôi mùa hè nước mát lạnh, mùa đông nước lại ấm như có một bình tắm nóng lạnh vĩnh cửu được đặt trong lòng đất. Mạch nước ùn lên hợp lưu với một dòng nước nhỏ có đặc tính hoàn toàn trái ngược (mùa hè nóng, mùa đông lạnh), cuộc gặp gỡ của hai dòng nước như một mỗi tơ duyên của đất trời hội ngộ, âm dương giao hòa.
Mảnh đất Tân An cũng là chứng tích của lịch sử cha ông mấy trăm năm với bãi Tập Mã (nay thuộc xóm Yên Thành) của nghĩa quân Lê Lợi, gần đó có hang núi Nam Sơn (thuộc xã Nghĩa Phúc) là một hang đá rộng có bàn cờ tướng bằng đá, có sân khấu biểu diễn - là nơi giải trí nghỉ ngơi của quân sĩ Lê Lợi năm xưa.Đầu nguồn Khe Sanh cũng là chứng tích cho cuộc chiến đấu sinh tử của Tướng Lê Mạnh với giặc Minh hung hãn. Trước lúc hi sinh ngài đã tắm trong dòng khe nóng lạnh, rồi mãi mãi bất tử với thời gian. Người dân nơi đây đã tỏ lòng tôn kính và mến mộ chân thành bằng việc lập miếu thờ Khe Sanh (thuộc xóm Quỳnh Lưu) quanh năm hương khói.